# Vîșneve, Korostîșiv
Vîșneve (în ucraineană Вишневе) este un sat în comuna Șciîhliivka din raionul Korostîșiv, regiunea Jîtomîr, Ucraina.

## Demografie
Componența lingvistică a localității Vîșneve
     Ucraineană (97,67%)
     Rusă (2,33%)
Conform recensământului din 2001, majoritatea populației localității Vîșneve era vorbitoare de ucraineană (97,67%), existând în minoritate și vorbitori de rusă (2,33%).